# Dobrzyniówka (gromada)
Dobrzyniówka (od 31 grudnia 1959 Rafałówka) – dawna gromada, czyli najmniejsza jednostka podziału terytorialnego Polskiej Rzeczypospolitej Ludowej w latach 1954–1972.
Gromady, z gromadzkimi radami narodowymi (GRN) jako organami władzy najniższego stopnia na wsi, funkcjonowały od reformy reorganizującej administrację wiejską przeprowadzonej jesienią 1954 do momentu ich zniesienia z dniem 1 stycznia 1973, tym samym wypierając organizację gminną w latach 1954–1972.
Gromadę Dobrzyniówka z siedzibą GRN w Dobrzyniówce utworzono – jako jedną z 8759 gromad – w powiecie białostockim w woj. białostockim, na mocy uchwały nr 11/V WRN w Białymstoku z dnia 4 października 1954. W skład jednostki weszły obszary dotychczasowych gromad Dobrzyniówka, Folwarki Małe i Rafałówka ze zniesionej gminy Zabłudów w tymże powiecie. Dla gromady ustalono 16 członków gromadzkiej rady narodowej.
Gromadę Dobrzyniówka zniesiono 31 grudnia 1959 w związku z przeniesieniem siedziby GRN z Dobrzyniówki do Rafałówki i przemianowaniem gromady na gromada Rafałówka.